# Murdannia bracteata
Murdannia bracteata là một loài thực vật có hoa trong họ Commelinaceae. Loài này được (C.B.Clarke) J.K.Morton ex D.Y.Hong mô tả khoa học đầu tiên năm 1974.